# Petr Vaňous
Petr Vaňous (* 24. února 1975 Kutná Hora) je český historik umění, výtvarný kritik, teoretik, publicista a kurátor výstav.

## Život
V letech 1989-1993 absolvoval Výtvarnou školu Václava Hollara v Praze, kterou zakončil maturitou, poté v letech 1993-1999 absolvoval magisterský studijní program na Filosofické fakultě University Palackého v Olomouci v oboru Dějiny a teorie výtvarných umění (prof. I. Hlobil, A. Nádvorníková, R. Švácha, M. Togner) a v letech 2010-2015 doktorský studijní program v oboru Kurátor a kritik designu a intermédií na Vysoké škole uměleckoprůmyslové v Praze.
V letech 1998-2000 byl kurátorem výtvarných sbírek Okresního muzea v Kutné Hoře a od roku 2001 odborným pracovníkem NPÚ v Praze. Působil jako redaktor výtvarného umění ve čtrnáctideníku Ateliér (2000-01), v Art & Antiques (2003-06) a týdeníku A2 (2006-09). V roce 2003 spoluzakládal Archiv výtvarného umění v Kostelci nad Černými lesy a v roce 2008 Společnost Topičova salonu v Praze. V letech 2007-09 zasedal ve výstavní radě Galerie Caesar v Olomouci. Patří do okruhu pravidelných spolupracovníků redakce Revolver Revue. V l. 2011 - 2018 působil jako odborný asistent na Akademii výtvarných umění v Praze. Podílí se na výstavní koncepci rozpočtové soukromé Galerie Dům v Broumově (od roku 2012). V l. 2015 - 2022 vedl Galerii Vyšehrad v Praze, kde realizoval přes 50 autorských výstav. V roce 2023 obdržel cenu České akademie vizuálního umění (ČAVU) v kategorii Kurátor roku. 

## Dílo
Věnuje se vztahu tradičních výtvarných médií (především malířství a kresby) k novým vizuálním trendům a sledování proměn malby a kresby v podmínkách informační společnosti a všeobecně rozšířených nových médií (tzv. postmediální situace). Souběžně se zajímá o vztah politiky a umění v rovině kulturních a kulturotvorných proměn v souvislostech s proměnami kritického jazyka. Jako nezávislý kurátor je autorem řady výstav, např. Resetting. Jiné cesty k věcnosti (2007–2008), Fundamenty & Sedimenty. Vzpoura hraček 2011 (2011), Motýlí efekt? (2013) nebo Český sen (2015). Je autorem nebo spoluautorem několika publikací o současném umění a řady katalogových textů, časopiseckých studií a recenzí.

### Kurátorské projekty (výběr)
- 2003 – Artnow.cz (spolupráce), Výstavní síň Mánes, Praha
- 2004 – Intercity: Berlín – Praha 01 – MALBA, Výstavní síň Mánes, Praha
- 2005 – Intercity: Berlín – Praha 01 – MALEREI, Haus am Waldee, Berlin[9]
- 2007 – Intercity: Berlín – Praha – GRAFIKA, KRESBA, Výstavní síň Mánes, Praha[10]
- 2007–2008 Resetting. Jiné cesty k věcnosti, Galerie hl. m. Prahy – Městská knihovna, Praha[11]
- 2008 – Inverzní romantika, Bastart Contemporary, Bratislava
- 2008 – Inverzní romantika, Galerie 5. Patro, Praha[12]
- 2008 – Jiří Petrbok: Červená, Vernon Gallery, Praha
- 2008–2009 – IntroCity / Nukleární rodina, Topičův salon, Praha[13]
- 2009 – Filip Černý, Videoart, Galerie hl. m. Prahy – II. patro Staroměstské radnice, Praha
- 2009 – Jiří Petrbok, Duhová, Galerie hl. m. Prahy – II. patro Staroměstské radnice, Praha
- 2009–2010 – Černobílé Zlaté město 09, Topičův salon, Praha[14]
- 2010 – Ivan Pinkava – Josef Bolf: Ještě místo – pustá zem, Západočeská galerie v Plzni, Plzeň[15]
- 2010–2011 – Zweistundenfünfzehn. Junge Kunst aus Dresden und Prag, Topičův salon, Praha
- 2011 – Fundamenty & Sedimenty. Vzpoura hraček 2011, Galerie hl. m. Prahy, Praha[16]
- 2011–2012 – Jiří Matějů: Mezi tebou a mnou, Galerie hl. m. Prahy – II. patro Staroměstské radnice, Praha
- 2011–2012 – EX, Topičův salon, Praha
- 2012 – Ivan Pinkava: Remains, American University Museum at the Katzen Arts Center, Washington, D.C., USA[17]
- 2012 – Geometrův zlý sen, Topičův salon, Praha[18]
- 2013 – Diskrétní transformace, Topičův salon, Praha
- 2013 – Motýlí efekt?, Galerie Rudolfinum, Praha[19]
- 2013–2014 Daniel Hanzlík: Zdroje signálů, Galerie hl. m. Prahy, Praha
- 2015 – Rezonance: Bolf-Načeradský-Typlt, Galerie U Betlémské kaple, Praha
- 2015 – Jehla v kupce sena, Topičův salon, Praha[20]
- 2015 – Český sen, České centrum, New York[21]
- 2015 – Autoportrét. Karteziánske meditácie, Galérie města Bratislavy – Pálffyho palác, Bratislava
- 2015 – 3 × 2 pro klášter (společně s I. Mladičovou), klášter Broumov[22]
- 2016 – Přirozený svět / The Natural World, Gallery of the Prague House in Brussels, Brusel
- 2018 – Lubomír Typlt: Neutopíš se dvakrát v téže řece, Galerie Václava Špály, Praha
- 2018 – Filip Černý: Schrödingerova pata, Galerie Václava Špály, Praha
- 2018 – Ivan Pinkava & Eliáš Dolejší: NAPŘED UHOŘET, GVUO, Ostrava
- 2018 – pOST KONCEpTUÁLNÍ ANTIKONCEpCE, Galerie Klatovy / Klenová, Galerie U Bílého jednorožce, Klatovy
- 2018 – Jiří Sopko: dveře, komín, moře..., Galerie Dům, Broumov
- 2019 – VITÁLNÍ KOLAPS (Ivan Pinkava & Vojtěch Míča), Muzeum Kampa, Praha
- 2019 – Robert Šalanda: Extrémní realismus, Trafo Gallery, Praha
- 2019 – Inverzná romantika, Kunsthalle Bratislava, Bratislava
- 2019 – Dana Sahánková: Ve své slupce nikdy nenajdeš stání, Trafo Gallery, Praha
- 2019 – Michaela Vélová Maupicová (1982–2018), GHMP – Colloredo-Mansfeldský palác, Praha
- 2019 – Ján Vasilko: Mechanismy v mechanismech, Topičův salon, Praha
- 2019 – Jiří Načeradský & Lubomír Typlt / PŘÍČNÝ ŘEZ, Galerie moderního umění, Hradec Králové
- 2020 – Veronika Bromová: Divný jaro. Řečí přírody v kruhu koruny, Galerie Atrium, Praha
- 2020 – Ivan Pinkava: Backtracking, Dům umění, České Budějovice
- 2020 – KW a Q: Zrcadlo (It all comes back to you), Topičův salon, Praha
- 2020 – TECHNO-COLOR, OGV Jihlava
- 2020 – DOBĚ NAVZDORY: Jiří Načeradský (1939–2014), OGV Jihlava
- 2020 – Miroslav Polách: OPEN END, Galerie Václava Špály, Praha
- 2021 – TA malba, Trafo Gallery, Praha
- 2021 – KO-LABORACE, Pragovka Art District, Praha
- 2021 – MEZIPAMĚŤ / CACHE (D. Hanzlík, E. Havekost, A. Matasová, P. Mrkus, F. Nitsche), Galerie Rudolfinum, Praha
- 2022 – Dana Sahánková: V zastavení růst, Dům umění, České Budějovice
- 2022 – Laura Limbourg: hump in honey, Trafo Gallery, Praha
- 2022 – Jakub Janovský: BETONOVÁ ZAHRADA, Alšova jihočeská galerie – zámek Hluboká n. Vltavou
- 2022 – Zbyněk Sedlecký: Rekvizitář, Trafo Gallery, Praha
- 2022 – Sofie Švejdová: Redflag, Dům umění, České Budějovice
- 2022 – Ondřej Přibyl: TUNELOVÉ VIDĚNÍ, Galerie Václava Špály, Praha
- 2023 – Dana Sahánková, Vnitřnosti proměny, Galerie Václava Špály, Praha
- 2023 – Silvia Krivošíková: DIE KRAFT, Trafo Gallery, Praha
- 2023 – Jindřich Zeithamml, Dům umění, České Budějovice
- 2023 – Zbyněk Sedlecký: INSCENACE, Telegraph Gallery, Olomouc
- 2023 – Alžběta Josefy, hardCORE, Dům umění, České Budějovice
- 2023 – Miroslav Machotka: "Konstelace", Praha, Ateliér Josefa Sudka, kurátor: Petr Vaňous, 14. dubna – 20. května 2023[23]
- 2023 – Petr Veselý: Břemeno, Galerie Dům, Broumov
- 2023 – KON-FIGURACE. Různými směry nejmladší českou figurativní malbou, Galerie F. Drtikola, Příbram
- 2023 – S časem pod kůží (T. Císařovský & B. Holomíček), ZČG - Výstavní síň "13", Plzeň
- 2023 – Petr Nikl: SVĚTLOPLACH (s J. Sakařem), SMETANAQ Gallery, Praha
- 2023 – Jakub Janovský: Ptáček v kleci, Trafo Gallery, Praha
- 2023 – Michal Mráz: Terárium, DANUBIANA.  Centrum moderného umenia, Bratislava
- 2024 – Ondřej Přibyl: MODELY & KONSTANTY, Dům umění, České Budějovice
- 2024 – Ester Knapová: Zimní jablka, Trafo Gallery, Praha
- 2024 – Krása bez závoje. Jiří Načeradský ze soukromých sbírek, Villa Pellé, Praha
- 2024 – O TOBĚ. Z nejmladší ženské malby a sochy, GASK, Kutná Hora
- 2024 – Ivan Pinkava: ABLAZE IN THE SUN, Prague House in Brussels, Brusel
- 2024 – Uvnitř pohybu, Czech Center, Paříž
- 2024 – 1+1=1 / Adriena Šimotová & Adéla Součková, Villa Pellé, Praha
- 2024 – Srdce je chrám / Cor templum est (Kučerová, Pinkava, Komm), Císařská konírna, Pražský hrad, Praha
- 2025 - Jiří Šigut: Minulé a budoucí přítomnosti, Dům umění - GVUO, Ostrava
- 2025 - Miloš Šejn: ZATVÁŘÍ, Ateliér Josefa Sudka, Praha, 7. květen - 22. červen 2025, kurátor: Petr Vaňous.[24]